# Massimo Crippa
Massimo Crippa (Seregno, Provincia de Monza y Brianza, Italia, 17 de mayo de 1965) es un exfutbolista italiano. Jugó de mediocampista.

## Trayectoria
Hujo del exfutbolista Carlo Crippa, se formó en el Meda, en Prima Categoria lombarda, para luego pasar al Saronno y al Seregno, ambos en Serie D. En 1986 llegó al Pavia, en Serie C2, y el año siguiente al Torino, con el que debutó en Serie A, jugando 29 partidos con 3 goles.
En 1988 fue fichado por el Napoli, formando el mediocampo junto a Alemão, Fernando De Napoli y Francesco Romano. En 1989 ganó la Copa de la UEFA y logró el segundo puesto en el campeonato; la temporada siguiente fue campeón de Italia con los azzurri napolitanos, ganando también la Supercopa de Italia contra la Juventus (marcó el tercer gol del 5-1 final).
En el verano de 1993 fue transferido al Parma, con el que ganó inmediatamente la Supercopa de Europa en la doble final frente al Milan, marcando un gol. En 1994/95 logró la segunda Copa de la UEFA de su carrera, ganándole a la Juventus en la final.
Tras cinco temporadas, volvió al Torino, en Serie B, consiguiendo el ascenso a la Serie A. Desde 2000 al 2002 militó en la Canzese, y concluyó la carrera en el Seregno, club de su ciudad natal.

## Selección nacional
Ha sido internacional con la selección de fútbol de Italia. Ha disputado 7 partidos con la sub-21 y 17 con la selección absoluta, marcando un gol en un amistoso frente Turquía. Con la selección olímpica participó en los Juegos Olímpicos de Seúl 1988 (1 gol) y de Atlanta 1996.

## Clubes
| Club           | País   | Año         |
| -------------- | ------ | ----------- |
| AC Meda        | Italia | 1981 - 1983 |
| FBC Saronno    | Italia | 1983 - 1985 |
| Seregno FC     | Italia | 1985 - 1986 |
| AC Pavia       | Italia | 1986 - 1987 |
| Torino Calcio  | Italia | 1987 - 1988 |
| SSC Napoli     | Italia | 1988 - 1993 |
| Parma FC       | Italia | 1993 - 1998 |
| Torino Calcio  | Italia | 1998 - 2000 |
| US Canzese     | Italia | 2000 - 2002 |
| Seregno Calcio | Italia | 2003        |

## Palmarés

### Campeonatos nacionales
| Título              | Club       | País   | Año         |
| ------------------- | ---------- | ------ | ----------- |
| Serie A             | SSC Napoli | Italia | 1989 - 1990 |
| Supercopa de Italia | SSC Napoli | Italia | 1990        |

### Copas internacionales
| Título              | Club       | País   | Año         |
| ------------------- | ---------- | ------ | ----------- |
| Copa de la UEFA     | SSC Napoli | Italia | 1988 - 1989 |
| Supercopa de Europa | Parma FC   | Italia | 1993        |
| Copa de la UEFA     | Parma FC   | Italia | 1994 - 1995 |